# Aisha ne peut plus s'envoler
Pour plus de détails, voir Fiche technique et Distribution.
Aisha ne peut plus s'envoler, également connu sous son titre anglais Aisha Can't Fly Away (titre original : عائشة لم تعد قادرة على الطيران, ʿĀʾisha lam taod qādira ʿalā al-ṭayarān) est un film dramatique égyptien réalisé par Morad Mostafa et sorti en 2025.
Le film est sélectionné à Un certain regard au Festival de Cannes 2025.

## Synopsis
Une aide-soignante somalienne est témoin des tensions entre d'autres migrants africains et les gangs locaux du Caire.

## Fiche technique
- Titre français : Aisha ne peut plus s'envoler[1],[2] ou Aisha Can't Fly Away[3]
- Titre original arabe : عائشة لم تعد قادرة على الطيران, ʿĀʾisha lam taod qādira ʿalā al-ṭayarān
- Réalisation : Morad Mostafa
- Scénario : Morad Mostafa, Mohammad Abdulqader, Sawsan Yusuf
- Photographie : Mostafa El Kashef
- Montage : Mohamed Mamdouh
- Musique : Amin Bouhafa
- Production : Sawsan Yusuf
- Sociétés de production : Bonanza films, Nomadis Images, Shift Studios, Mad Solutions, A.A Films, Cinewaves Films, Mayana Films, Coorigines Production[4]
- Société de distribution : MAD World (monde)[5]
- Format : couleur
- Pays de production :  Égypte,  France,  Allemagne,  Tunisie,  Arabie saoudite,  Qatar,  Soudan[6]
- Langue originale : arabe
- Genre : drame
- Durée : 123 minutes
- Dates de sortie :
  - France : 20 mai 2025 (Festival de Cannes 2025)

## Distribution
- Buliana Simon : Aisha
- Ziad Zaza : Zuka
- Mamdouh Saleh : Khalil
- Emad Ghoniem : Abdoun
- Maya Mohamed : Tawfiqah
- Mohamed Abd El-Hady : M. Abdel Hady

## Production
L'intrigue d'Aisha ne peut plus s'envoler est conçue par Mostafa, inspirée par sa rencontre avec un travailleur migrant africain au Caire. En octobre 2021, le projet remporte une subvention de production de 8 180 dollars américains au CineGouna, qui s'est tenu pendant le Festival du film d'El Gouna. En décembre 2022, il remporte le Lodge Award for an Arab Project et reçoit une bourse de production de 100 000 dollars au Festival international du film de la Mer Rouge. En mai 2023, il est sélectionné pour recevoir des bourses de production de l'Institut du cinéma de Doha (ar). En décembre 2023, Mostafa est sélectionné pour participer au programme d'accompagnateur de talents de la Semaine de la critique du Festival de Cannes afin de développer le film.
En mars 2024, il a participé à l'incubateur de développement de projets Qumra, organisé par l'Institut du cinéma de Doha (ar). En juillet 2024, il a reçu une bourse de production de 25 000 euros du Fonds pour le cinéma mondial de la Berlinale. Il a été sélectionné pour participer au programme Final Cut, organisé pendant la Mostra de Venise 2024. Il a remporté cinq prix et reçu un total de 23 500 € de subventions. En décembre 2024, il a reçu une bourse de postproduction de 25 000 euros de l'Atelier Atlas, qui s'est tenu pendant le Festival international du film de Marrakech.

## Distinctions

### Sélections
- Festival de Cannes 2025 : sélection à Un certain regard